# Typhula ovata
Typhula ovata är en svampart som först beskrevs av Christiaan Hendrik Persoon, och fick sitt nu gällande namn av Joseph Schröter 1888. Typhula ovata ingår i släktet Typhula och familjen trådklubbor.   Inga underarter finns listade i Catalogue of Life.